# Jenyiszej
A Jenyiszej (oroszul: Енисей) –  szibériai folyó, vízhozamát tekintve Oroszország legnagyobb, vízgyűjtőjének területét tekintve (az Ob után) második legnagyobb folyója.
Neve valószínűleg az ó-kirgiz Эне-Сай („folyó-anya”) szóból ered. Más magyarázatok nevét a tunguz (evenki) jene („nagy folyó”) szóval hozzák összefüggésbe, illetve valamilyen szamojéd forrásból eredeztetik.

## Földrajz
A folyó a Nagy-Jenyiszej és a Kis-Jenyiszej (tuvai nyelven: Bij-Hem és Ka-Hem – „Nagy-” és „Kis folyó”) egyesülésével Kizilnél kezdődik. Hossza onnantól számítva 3487 km. Kezdetének azonban inkább a Szajánok Kara-Balik tavát, vagyis a Nagy-Jenyiszej eredetét tartják, hossza innentől számítva 4092 km. Ha a Jenyiszej vízgyűjtő területének folyói közül a leghosszabbnak, a Bajkál-tóba torkolló és az Angarán át a Jenyiszejbe folyó Szelengának a forrását tekintjük a Jenyiszej forrásának, akkor 5940 km a folyó teljes hossza.
A Jenyiszej a világ legnagyobb vízgyűjtő területtel rendelkező folyóinak egyike. A maga 2 600 000 km² vízgyűjtő területével Oroszország második legnagyobb vízgyűjtő területtel rendelkező folyója.
Tuva, Hakaszföld, a Krasznojarszki határterület és a – 2007-től a Krasznojarszki határterület részét képező – Tajmiri Dolgan–Nyenyec járás területén folyik keresztül délről észak felé.
Felső folyása a kezdetektől Krasznojarszkig tart. Tuva fővárosától, Kiziltől a Tuvai-medencén át a Hemcsik torkolatáig nyugat, északnyugat felé tart, ezen a szakaszon neve Ulug-Hem (Улуг-Хем), vagyis Felső-Jenyiszej. A Hemcsik beömlése után északra fordul, a Szajano-susenszkojei-víztározóvá (621 km²) szélesedik és a Nyugati-Szaján magas hegyei között töri át magát. A Minuszinszki-medencébe érve folyása lelassul, ártere szétterül, majd a Krasznojarszki-víztározóban (kb. 2000 km²) folytatódik. 
Középső folyását Krasznojarszktól a Kurejka torkolatáig számítják. Ezen a részen természetes határt képez az alacsony, mocsaras Nyugat-szibériai-alföld és keleten a Közép-szibériai-fennsík magasabb, száraz felföldjei, hegyvonulatai között, legnagyobb mellékfolyói is keletről érkeznek. Egyenes, sziklás mederben folyik, gyakran sellők akadályozzák a hajózást. Közülük legnagyobb a 4 km hosszú Kazacsinszki-sellő, ott a folyó medre csak 550–600 m széles. Középső folyásán veszi fel három legnagyobb mellékfolyóját, itt válik igazán bővízű folyammá. Medre néhol több kilométer hosszan meredek, 30–40 m magas sziklás partok közé szorul és akár 35 m mély is lehet, máshol 20 km szélesen, számos ágra szakadva terül szét.
Alsó folyása a Kurejkától a Jenyiszej-öbölig, illetve a Kara-tengerig tart. Medre 1,5–5 km széles, 5–40 m mély. Dugyinkától lefelé, Uszty-Port településtől sok kisebb-nagyobb ágra bomlik, 50 km szélesen terül el, hosszú szigeteket képez (összefoglaló néven Brehovszkij-szigetek), majd ismét egyetlen széles mederben folyik, mely a toroknál 7 km-re szűkül. Onnan kezdve maga a Jenyiszej-öböl kb. 40 km szélesre nyílik. 
Az északi sarkkört Kurejka településnél lépi át. Onnantól partjain a  tajgát fokozatosan erdős tundra, majd zuzmóval borított tundra váltja fel. Vízgyűjtő területének jelentős részén állandóan fagyott talaj az uralkodó.
A folyó az északi szélességtől függő mértékben és időtartamra befagy, a jégképződést a víztározók nagysága és a vízerőművek működése is befolyásolja. A tavaszi olvadás a felső szakaszon kezdődik, az alsó szakaszon kb. egy hónappal később, ezért a jégtorlaszok gyakran nagyon jelentős vízszintemelkedést és ezáltal hatalmas áradásokat okoznak. Legnagyobb részén, a torkolattól fölfelé Krasznojarszkig, valamint a víztározókon hajózható. A Krasznojarszki-víztározón hajóátemelő zsilip működik.

## Legnagyobb mellékfolyói
- Felső folyásán 
  - jobb oldalról: Tuba, Szida, Szim, Mana
  - bal oldalról: Hemcsik, Abakan
- Középső folyásán
  - jobb oldalról: Kan, Angara, Bolsoj Pit, Köves-Tunguszka, Alsó-Tunguszka
  - bal oldalról: Dubcsec, Jeloguj, Turuhan
- Alsó folyásán
  - jobb oldalról: Kurejka
  - bal oldalról: Nagy-Heta, Tanama.

Az Ob-Jenyiszej csatorna: a 19. század végén a két folyó között (mellékfolyóikon át) hajózható csatornát építettek, amely Jenyiszejszk alatt érte el a folyót. A csatorna akkor sem teljesen felelt meg a követelményeknek, de sokáig használatban volt. Napjainkban már elhanyagolt, jelentőségét vesztette.

## Városok, kikötők
- Kizil – a Kis- és a Nagy-Jenyiszej találkozásánál fekszik, Tuva fővárosa (110 000 fő, 2010-ben)
- Abakan – Hakaszföld fővárosa (165 000 fő, 2010-ben)
- Minuszinszk
- Krasznojarszk – a térség legnagyobb városa, a Krasznojarszki határterület székhelye (973 826 fő, a 2010. évi népszámláláskor)
- Jenyiszejszk – a folyó mentén épült legrégebbi város (18 766 fő, a 2010. évi népszámláláskor)
- Turuhanszk
- Igarka – tengeri hajók eddig a kikötőig is feljutnak (6183 fő, a 2010. évi népszámláláskor)
- Dugyinka – Norilszk kikötővárosa, Tajmiri Dolgan–Nyenyec járás székhelye (22 175 fő, a 2010. évi népszámláláskor).

## Vízerőművek
- Krasznojarszki vízerőmű
- Majnai vízerőmű
- Szajano-susenszkojei vízerőmű

A folyón kialakított két legnagyobb mesterséges tó a Szajano-Susenszkojei-víztározó és Krasznojarszki-víztározó.

### Távolságok
Települések távolsága Krasznojarszktól a folyón lefelé (észak felé), a hajózási útvonalon számítva:
- Krasznojarszk – 0 km
- Leszoszibirszk – 375 km
- Jenyiszejszk – 413 km
- Turuhanszk – 1450 km
- Igarka – 1748 km
- Dugyinka – 1989 km
- Uszty-Port – 2099 km
- Dickson – 2668 km (a Jenyiszej-öböl bejáratánál).

## Történelem
A Jenyiszej és mellékfolyóinak völgyét már a középső kőkorszakban lakták, itt alakult ki a szamojédek és a tunguz-mandzsú nyelvű népek őseinek etnokulturális területei. Az újkőkorszakból a fésűs kerámia kultúrához tartozó nagy mennyiségű emlékanyag került elő. A bronzkorban a Jenyiszej felső folyásán létezett afanaszjevói-, andronovói- és karaszuk kultúra, a későbbi tagar-, majd a tastiki kultúra régészeti lelőhelyeinek sokaságát tárták fel.
A Minuszinkszki- és a Kuznyecki medencében hakaszok, jenyiszeji kirgizek éltek. A jenyiszeji kirgizeket kínai források először az i. e. 3. században említik. A 6–8. században a Jenyiszej középső folyása környékén éltek és a Türk Kaganátus uralma alatt viszonylagos önállóságot élveztek, majd létrehozták a Kirgiz kaganátust, mely kb. a 12. századig állt fenn, azután Csingiz kán meghódította őket. A 14–17. században a hakaszoknak is önálló államuk volt, Hongoraj, de a területet a Kjahtai szerződésben (1727) Oroszországhoz csatolták.
Orosz kozákok először a 17. század első évtizedeiben létesítettek cölöperődöket a folyó mentén: Jenyiszejszknél 1619-ben, Krasznojarszknál 1628-ban és települést alapítottak Turuhanszknál 1662-ben. A Jenyiszejen és mellékfolyóin indultak tovább Kelet-Szibéria első orosz felfedezői: Sz. I. Gyezsnyov, V. D. Pojarkov, Je. P. Habarov, Vitus Bering, Alexander von Middendorff, vagy a dél-szibériai nyelvek finn kutatója, Matthias Alexander Castrén. A folyó középső szakaszának mellékfolyóin 1839-40-ben jelentek meg az első orosz aranyásók. 

### A gőzhajózás kezdetei
1861-ben négy jenyiszejszki kereskedő hajózási társaságot alapított és 1863-ban vízre bocsátották az első gőzhajót, melyhez két fauszály is készült. A „Jenyiszej” első útján a folyó torkolatához lisztet és ipari árut szállított, visszafelé pedig grafitot. Az 1870-es években négy gőzhajó járta a Jenyiszej alsó folyását. Följebb még nem merészkedtek egy veszélyes zuhatagos szakasz miatt. 1881-ben N. G. Gadalov krasznojarszki kereskedő a német Knopp cégtől beszerzett két erősebb gőzhajót. Ezek 1882-ben, illetve 1884-ben a zuhatagon átjutva érkeztek meg Krasznojarszkba és a várostól dél felé, Minuszinszkig és vissza közlekedtek. Gadalov 1890-ben társaságot alapított, ekkor nyolc hajójuk közlekedett a Jenyiszejen és az Obon, de egy A. M. Szibirjakov nevű irkutszki vállalkozó is megindította hajózási vállalkozását három gőzhajóval. A Jenyiszeji kormányzóságban azonban így is lassabban fejlődött a hajózás, mint a szomszédos körzetekben. 
1876-ban Adolf Erik Nordenskiöld expedíciója a Kara-tengeren át elérte a Jenyiszej torkolatát, megteremtve vízi úton a kapcsolatot Észak-Európával. Joseph Wiggins angol tengerészkapitány vitorlás-gőzös szkúnerével is feljutott a Jenyiszejre. „Thames” nevű hajója visszafelé 1878-ban elsüllyedt ugyan, de a legénység a szárazföldön át hazajutott. (A hajó maradványait 2016-ban találták meg a Jenyiszej fenekén). 1893-ban épp a tapasztalt Joseph Wiggins kapitány vezette azt az orosz-angol expedíciót, amely az Angliától megrendelt vasúti síneket szállította a Jeges-tengeren át a Jenyiszejre a nagy szibériai vasútépítés céljára. 
1918 után a folyó hajózási cégeit államosították. 1931-ben külön állami vállalatot hoztak létre a Jenyiszejen és mellékfolyóin a hajózási feladatok ellátásra. 1994-ben a vállalatot privatizálták, utóda napjainkban részvénytársasági formában működik.